# 장욱진미술문화재단
장욱진미술문화재단은 고 장욱진화백의 공적을 기리고 한국현대미술의 발전에 이바지 하는 미술 작품과 자료를 수집연구, 전시보존하고 이에 대한 기념사업을 전개함으로써 미술문화 창달에 기여할 목적으로 1997년 8월 18일 설립된 문화체육관광부 소관의 재단법인이다. 사무실은 경기도 용인시 기흥구 마북로 119-8 (마북동)에 있다.

## 주요 업무
- 미술관의 설립 및 전시
- 미술자료의 수집조사연구
- 국제간 미술교류, 전시사업 등

## 같이 보기
- 장욱진